# Physalaemus evangelistai
Espèce
Statut de conservation UICN

 DD  : Données insuffisantes
Physalaemus evangelistai est une espèce d'amphibiens de la famille des Leptodactylidae.

## Répartition
Cette espèce est endémique de l'État du Minas Gerais au Brésil. Elle se rencontre au-dessus de 800 m d'altitude dans la Serra do Espinhaço et dans la Serra do Caraça.

## Étymologie
Son nom d'espèce lui a été donné en référence à son lieu de découverte, São João Evangelista.

## Publication originale
- Bokermann, 1967 : Três novas espécies de Physalaemus do sudeste brasileiro (Amphibia, Leptodactylidae). Revista Brasileira de Biologia, Rio de Janeiro, vol. 27, no 2, p. 135-143.